# Iridostoma ichthyopa
Iridostoma ichthyopa is een vlinder uit de familie van de stippelmotten (Yponomeutidae). De wetenschappelijke naam van de soort werd in 1909 gepubliceerd door Edward Meyrick.